# Manon sur le bitume
Manon sur le bitume (dt. Manon auf dem Asphalt) ist ein französischer Kurzfilm aus dem Jahr 2007. Bei der Oscarverleihung 2009 war er in der Kategorie „Bester Kurzfilm“ nominiert.

## Handlung
Es werden kurze Augenblicke im Leben verschiedener Menschen gezeigt. Dann sieht man eine Frau im Blumenkleid die Post aus dem Briefkasten holen und anschließend mit dem Rad durch eine Stadt fahren. Sie ist auf dem Weg zu einem Rendezvous. An einer Kreuzung stoßen sie und ein Auto zusammen, sie liegt auf dem Asphalt. Menschen eilen zu dem Unfallort, um ihr zu helfen. Eine Stimme, die zu der verunglückten Frau namens Manon gehört, erzählt aus dem Off. Ihre Gedanken schweifen von der Angst, dass man ihren Slip sehen könnte zu der unaufgeräumten Wohnung und zu ihren Angehörigen. Manon fragt sich, wie ihre Angehörige, die am Anfang gezeigt wurden, mit ihrem Tod umgehen würden. Sie beginnt sich an ihr Leben zu erinnern, die guten und weniger guten Dinge, und überlegt, wie es sich vielleicht entwickelt hätte. Schließlich sieht man, wie Manons Angehörige vom Unfall erfahren.

## Soundtrack
Ein großer Teil des Films wird von Madeleine Peyroux’ Version von Bob Dylans You’re Gonna Make Me Lonesome When You Go unterlegt.

## Auszeichnungen
Wie erwähnt, erhielt der Film eine Oscarnominierung, gewann jedoch nicht. 2008 erhielten jedoch Elizabeth Marre und Olivier Pont für ihre Regiearbeit einen Lutin du court métrage. Beim Toronto Worldwide Short Film Festival wurde der Film in der Kategorie „Bester Kurzfilm“ ausgezeichnet.